# Krieg in Afghanistan
Der Krieg in Afghanistan umfasst eine Reihe von zusammenhängenden bewaffneten Konflikten, die seit 1978 in Afghanistan andauern. Im April 1978 kam es zu einem Staatsstreich durch afghanische Kommunisten, der einen Aufstand weiter Teile der Bevölkerung nach sich zog. Im Dezember 1979 intervenierte die Sowjetunion militärisch in dem Konflikt und setzte eine neue kommunistische Regierung ein. Mit der sowjetischen Invasion begann ein zehn Jahre andauernder Krieg zwischen sowjetisch gestützter Regierung und von den USA unterstützten Widerstandsgruppen der Mudschahedin, der weite Teile des Landes verwüstete. Nach dem sowjetischen Abzug im Februar 1989 setzte sich der Krieg als innerafghanischer Bürgerkrieg zwischen der Regierung und den verschiedenen Widerstandsgruppen fort. Im April 1992 wurde in den Peschawar-Abkommen zwischen Teilen der Regierung und den meisten wichtigen Mudschaheddin-Gruppen die Bildung einer Übergangsregierung und die Ausrufung eines neuen Staates beschlossen. Es kam aber weiter zu Kämpfen zwischen den verschiedenen Gruppen. 1994 formierten sich im Süden die von Pakistan unterstützten Taliban, die bis Ende 1996 die Kontrolle über die wichtigsten Regionen und Städte des Landes übernahmen. Im Oktober 2001 wurden die Taliban durch eine von den USA geführte NATO-Intervention zugunsten der verbliebenen bewaffneten Opposition gestürzt. Die Führungsebene der Taliban konnte sich durch Rückzug nach Pakistan retten. Sie führte in der Folge Angriffe gegen die afghanische Regierung an und konnte nach dem Abzug der NATO-Truppen im August 2021 selbst wieder die Macht übernehmen.

## Saurrevolution 1978

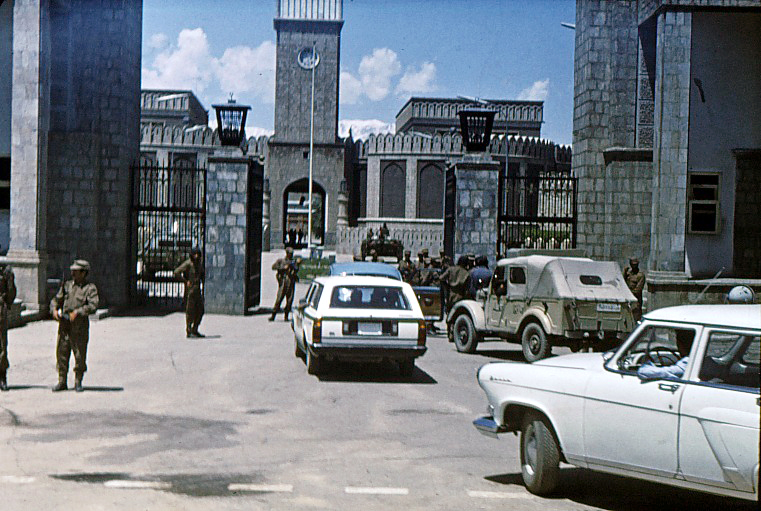
Militärpräsenz am Präsidentenpalast in Kabul am 28. April 1978, einen Tag nach dem Staatsstreich

Bereits seit dem Sturz des letzten Königs, Mohammed Zahir Schah, im Sommer 1973 war Afghanistan politisch instabil. Die aus der Spaltung der Demokratischen Volkspartei (DVPA) hervorgegangenen rivalisierenden Fraktionen der afghanischen Kommunisten, die von Nur Muhammad Taraki und Hafizullah Amin geführten, paschtunisch geprägten Chalkis und die Partschami unter Babrak Karmal, hatten sich im Jahr 1977 auf sowjetischen Druck wiedervereinigt und arbeiteten seitdem durch Unterwanderung des Armeekorps auf einen Staatsstreich gegen das Regime Mohammed Daoud Khans hin. Daoud verfolgte seit 1975 eine auf Blockfreiheit ausgerichtete Außenpolitik, die ihm die Feindschaft der sowjetischen Führung einbrachte.
Zum Auslöser des Putsches wurde die Ermordung von Mir Akbar Khyber, einem kommunistischen Ideologen des Partschamflügels, am 17. April 1978 durch nicht identifizierte Attentäter. Khybers Beerdigung wurde zu einer Demonstration gegen die Regierung und die Vereinigten Staaten. Die Führer der Proteste wurden festgenommen, doch drei Tage später putschten DVPA-Offiziere in der Armee, ließen Daoud und seine Familie ermorden und riefen die Demokratische Republik Afghanistan aus. Die Sowjetunion war nach Kenntnisstand 2017 höchstwahrscheinlich nicht an dem Staatsstreich beteiligt.
Bald nach dem Putsch, den die DVPA nach dem afghanischen Monat Saurrevolution benannte, traten die Konflikte innerhalb der Volkspartei wieder zu Tage. Die Chalqis gewannen den innerparteilichen Machtkampf und säuberten die Partei von Angehörigen des Partschamflügels. Das Regime, unter alleiniger Kontrolle der nun von Amin geführten Chalqis, versuchte mit brutalen Mitteln, eine revolutionäre Transformation des Landes, insbesondere der Landwirtschaft, durchzuführen. Das radikale, von staatlichem Terror begleitete Programm rief Aufstände in weiten Teilen der afghanischen Bevölkerung hervor, die den Zerfall des ohnehin angeschlagenen Staatsapparates beschleunigten.
Die Weigerung Amins, seine Politik zu mäßigen, führte zum Verlust seines Rückhalts in der sowjetischen Führung. Ein Plan der UdSSR, Amin durch eine Koalition von Taraki und Karmal abzulösen, schlug fehl. Amin ließ Taraki, der vergeblich um sowjetische Hilfe nachgesucht hatte, umbringen und sandte im Anschluss positive Signale an die Vereinigten Staaten. Vom wachsenden Chaos in Afghanistan alarmiert und eine Anlehnung Amins an die USA fürchtend, beschloss die Sowjetunion nun doch eine Invasion des Landes.
Die Beziehungen der UdSSR zum Westen waren zu diesem Zeitpunkt ohnehin sehr schlecht. Die Militäroperation sollte nur kurz dauern und in dem strategisch wichtigen Land eine verlässlich prosowjetische Regierung installieren. Die Sowjetarmee marschierte im Dezember 1979 in Afghanistan ein; eine KGB-Spezialeinheit stürmte den Präsidentenpalast und tötete Amin.

## Sowjetische Intervention von 1979 bis 1989

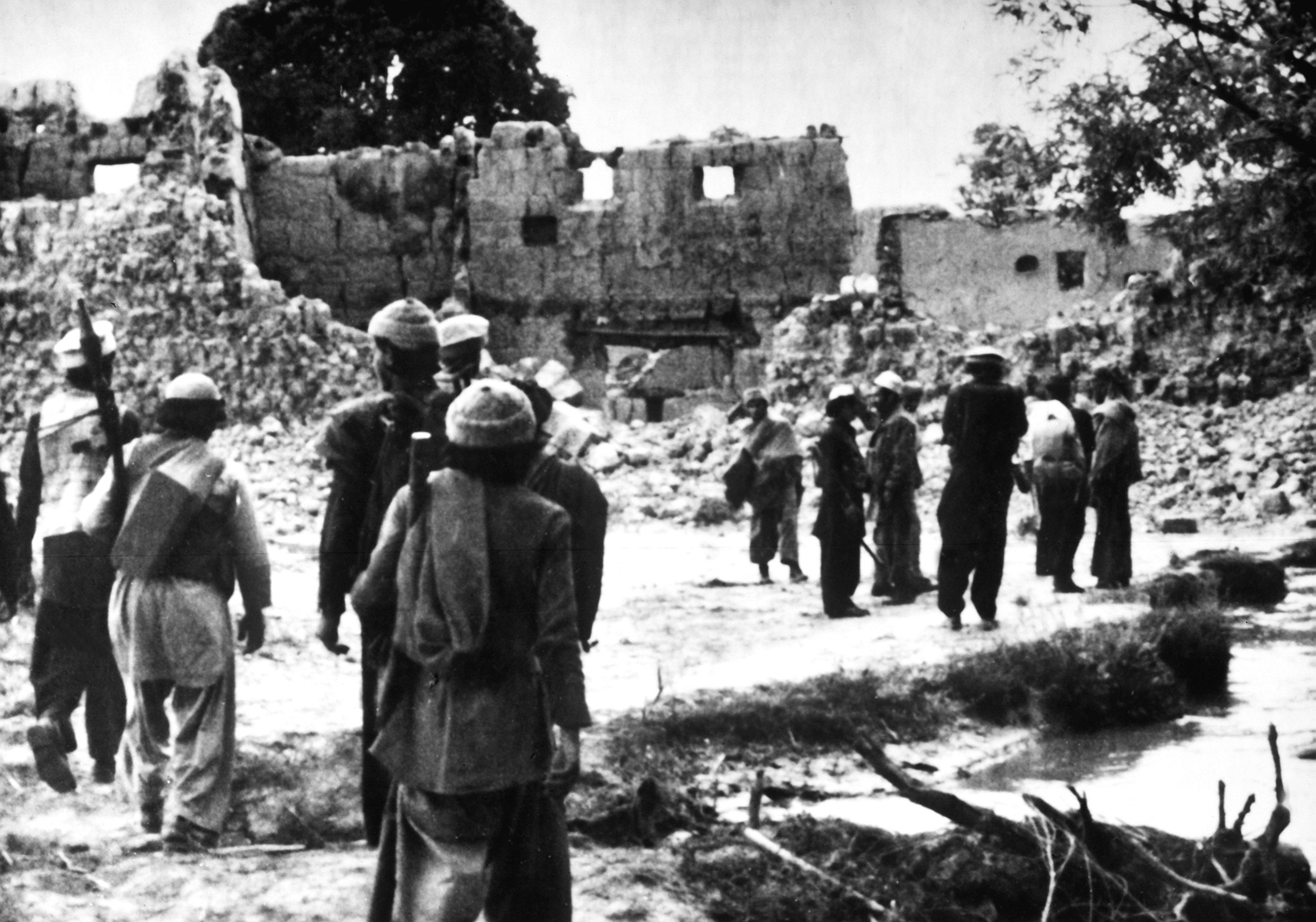
Islamistische Kämpfer in einem zerstörten afghanischen Dorf im Jahr 1986

Die Sowjetunion setzte Babrak Karmal als neuen Präsidenten ein und erklärte – angelehnt an die sowjetische Intervention in der ČSSR im Jahr 1968 –, ihre Truppen nach der Wiederherstellung der öffentlichen Ordnung binnen weniger Monate wieder abzuziehen. Tatsächlich markierte der Einmarsch den Beginn einer zehnjährigen Besetzung, die etwa eine Million Afghanen das Leben kostete und vier Millionen Menschen in die Nachbarländer Iran und Pakistan fliehen ließ.
Als Reaktion auf den sowjetischen Einmarsch erlangte der Widerstand eine Massenbasis, der Volksaufstand gegen die kommunistische Regierung wurde zum ideologischen Dschihad gegen die sowjetischen Besatzer. Obwohl die Opposition zur sowjetischen Invasion eine weite Bandbreite unterschiedlicher Gruppen umfasste – Royalisten, Nationalisten und auch nicht mit der DVPA assoziierte Linksparteien –, wurde der militärische Widerstand von islamistischen Gruppen dominiert, die nur über wenig Rückhalt in der Bevölkerung verfügten. Sie allein hatten Zugang zu den vorwiegend amerikanischen und saudischen Finanz- und Waffenhilfen, die einen Wert von bis zu einer Milliarde Dollar im Jahr erreichten: Die USA unterstützten die afghanischen Islamisten, um einen Stellvertreterkrieg gegen die kommunistische Sowjetunion zu führen. Umfangreiche US-Waffenlieferungen wurden vom pakistanischen Geheimdienst ISI nach Afghanistan geschleust, der sie ausschließlich an islamistisch ausgerichtete, sunnitische Parteien weitergab, die bereits vor dem sowjetischen Einmarsch als pakistanische Klienten aufgebaut worden waren.
Die sowjetische Führung reagierte mit militärischer Eskalation ohne Rücksicht auf die weiter steigende Unpopularität ihrer Besatzung, doch gelang es trotz Flächenbombardements und der Entvölkerung weiter Teile des ländlichen Afghanistans nicht, den Widerstand der sich Mudschaheddin nennenden islamistischen Guerillas auszuschalten. Umgekehrt waren die Aufständischen nicht in der Lage, die Regierung zu stürzen, so dass sich Mitte der 1980er Jahre eine blutige Pattsituation entwickelt hatte.
Unter der neuen Führung von Michail Gorbatschow nahm die Sowjetunion Abstand von einer rein militärischen Lösung des Konflikts und versuchte in Verhandlungen mit Führern der Mudschaheddinparteien zu treten. Gleichzeitig bereitete Gorbatschow den Abzug der sowjetischen Truppen vor. Babrak Karmal wurde durch Mohammed Nadschibullāh ersetzt, dessen zentrale Rolle die Vorbereitung des Abzuges und der Zeit danach unter dem Begriff der Nationalen Aussöhnung war. Im November 1987 nahm eine Loya Dschirga eine neue Verfassung an und benannte den Staat zurück in Republik Afghanistan. Die im April 1988 von Afghanistan, Pakistan, der Sowjetunion und den Vereinigten Staaten unterzeichneten Genfer Abkommen legten schließlich einen vollständigen Abzug der sowjetischen Truppen bis zum Februar 1989 fest.

## Bürgerkrieg von 1989 bis 2001

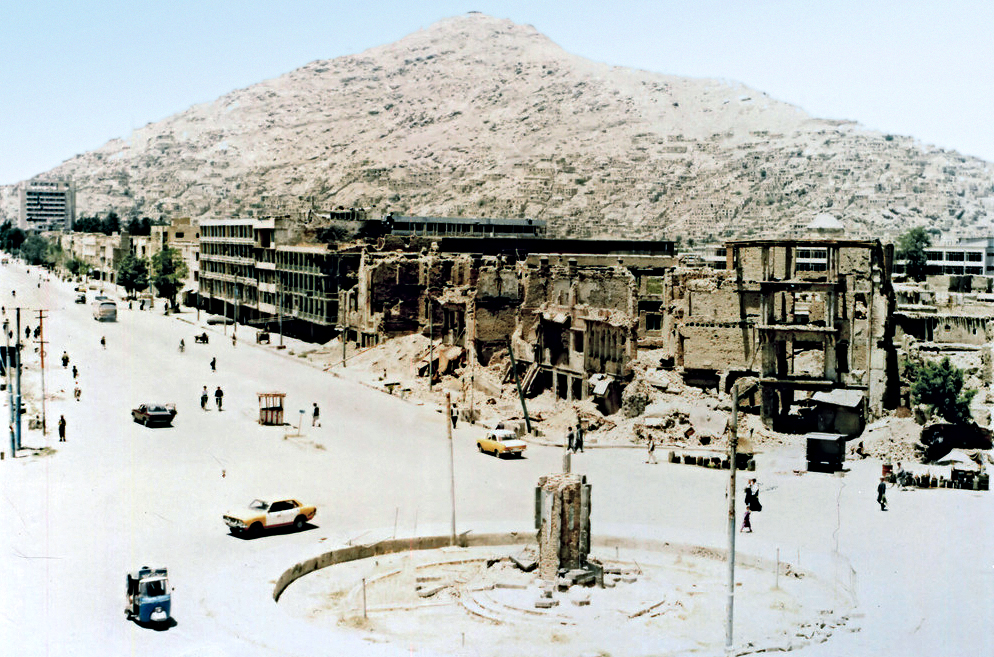
Zerstörungen in Kabul im Jahr 1993

Die Genfer Abkommen wurden unter Ausschluss der Mudschaheddinparteien ausgearbeitet und sahen keinen Mechanismus einer Machtübertragung an eine lagerübergreifende Regierung vor. Nach dem Abschluss des sowjetischen Abzugs im Februar 1989 setzten sich so die Kämpfe zwischen den Aufständischen und der weiterhin durch sowjetische Lieferungen gestützten Zentralregierung fort. Entgegen den Erwartungen der meisten Beobachter konnte sich die Regierung Nadschibullāhs, gestützt auf semiautonome Regionalmilizen, drei Jahre an der Macht halten. Erst die Auflösung der Sowjetunion 1991 und das damit einhergehende Ende der sowjetischen Hilfen zog schnell den Zusammenbruch der Zentralregierung nach sich. Im April 1992 einigten sich bei Verhandlungen der Vereinten Nationen in den Peschawar-Abkommen die meisten wichtigen Mudschahiddingruppen der Opposition mit Teilen der ehemaligen Regierung auf eine Übergangsregierung und die Ausrufung des Islamischen Staates Afghanistan. Gemäß der Vereinbarung wurde zunächst Sibghatullah Modschaddedi erster Präsident des neuen Staates, wenn auch mit real eingeschränkter Macht. Er übergab das Amt nach zwei Monaten an Burhānuddin Rabbāni.
Auch während und direkt nach der Vereinbarung kam es zu Kämpfen zwischen verschiedenen Gruppierungen vor allem in Kabul. Die Friedensverhandlungen mit dem von Pakistan unterstützten, militärisch sehr mächtigen Warlord Gulbuddin Hekmatyār scheiterten. In der Folge begannen Hekmatyārs Truppen mit einem ungezielten massiven Raketenbeschuss Kabuls, der mit Unterbrechungen drei Jahre andauerte und infolgedessen zehntausende Zivilisten starben. Die anhaltenden Machtkämpfe mit teilweise wechselnden Bündnissen konzentrierten sich dabei vor allem auf Kabul, während in den ländlichen Gebieten der Wiederaufbau begann. Die von den Kämpfen im sowjetisch-afghanischen Krieg kaum betroffene Stadt wurde dabei zu großen Teilen zerstört, und die afghanische Flüchtlingskrise durch die Massenflucht aus der Hauptstadt wieder verschärft. Erst im Februar 1995 wurden Hekmatyārs Truppen aus der Region Kabul vertrieben. International verschwand der Konflikt von der politischen Bühne, allerdings versuchten die Regionalmächte, vor allem Pakistan, in ihrem Sinne auf die Entwicklung in Afghanistan Einfluss zu nehmen.
Ab dem Jahr 1994 begann sich in der Provinz Kandahar die Talibanbewegung zu formieren, die mit Unterstützung Pakistans binnen zwei Jahren die Kontrolle über den größten Teil des Landes erlangte. Im September 1996 eroberten die Taliban Kabul, woraufhin sich die verbleibende militärische Opposition in der gegen die Taliban gerichteten Vereinigten Front (auch Nordallianz genannt) zusammenschloss. Das Bündnis wurde bis zum Sommer 1998 in den äußersten Nordosten des Landes zurückgedrängt, wo es sich bis 2001 halten konnte. Die Taliban errichteten eine auf einer extremen Interpretation der islamischen Scharia basierende puritanische Ordnung, die insbesondere für ihre repressiven Maßnahmen gegenüber den afghanischen Frauen bekannt wurde. International wurde die von den Taliban gestürzte Rabbāni-Regierung weiterhin als Repräsentant Afghanistans anerkannt. Während sich die Talibanbewegung unter dem Einfluss von Osama bin Laden und der von ihm geführten Al-Qaida weiter radikalisierte, gingen die Kämpfe zwischen der De-facto-Regierung der Taliban und den oppositionellen Kräften mit niedrigerer Intensität weiter.

## US-geführte Intervention von 2001 bis 2021

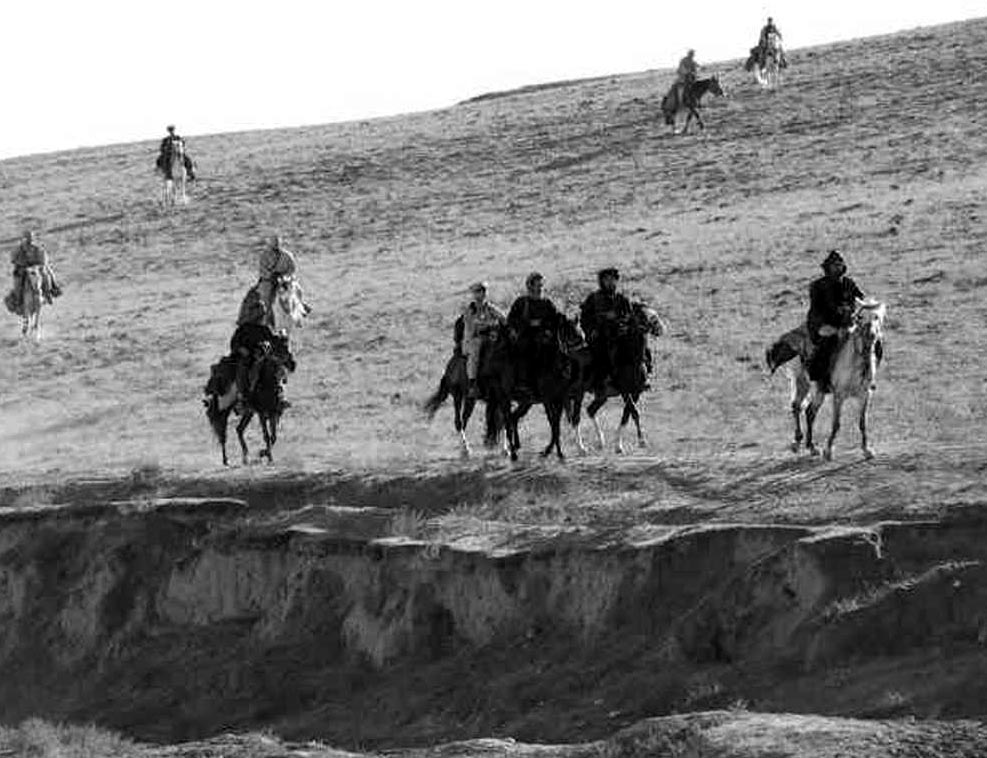
US-Spezialeinheiten mit Truppen der Vereinigten Front im November 2001

Als Reaktion auf die durch Mitglieder der Al-Qaida ausgeführten Anschläge vom 11. September 2001 intervenierte im Oktober eine US-geführte Koalition auf Grundlage der Resolution 1368 des UN-Sicherheitsrates zugunsten der Vereinigten Front, nachdem sich die Taliban geweigert hatten, gegen Al-Qaida vorzugehen. Die Intervention führte rasch zum Sturz der Talibanregierung und leitete mit der Stationierung von NATO-Truppen eine neue Phase direkter ausländischer Beteiligung am afghanischen Bürgerkrieg ein. US-Präsident George W. Bush verkündete das Ziel, in Afghanistan einen demokratischen Rechtsstaat nach westlichem Vorbild etablieren zu wollen. Im Rahmen des Petersberger Prozess wurde daher eine neue Verfassung ausgearbeitet und der Weg zu einer erstmals seit 1964 bzw. 1973 demokratisch legitimierten Regierung geebnet.
Doch obwohl die Intervention von der afghanischen Bevölkerung anfangs mehrheitlich begrüßt wurde, gelang es der in den pakistanischen Rückzugsgebieten neu formierten Talibanbewegung, seit Anfang 2003 wieder in Afghanistan Fuß zu fassen. Die von den USA und ihren Alliierten gestützte Regierung erlangte nie ausreichende Akzeptanz, denn durch den Unwillen der beteiligten Staaten, eine größere Anzahl von Truppen zu stellen, war der neue Staat auf die von den Taliban entmachteten, bei der Bevölkerung als korrupt diskreditierten regionalen Machthaber angewiesen und es kam zu einer erneuten Fragmentierung des Landes. Außerdem verhinderte die Unterfinanzierung der Aufbauarbeiten, die Konzentration der US-Bemühungen auf den seit 2003 parallel geführten Krieg im Irak und die weiter andauernde Einmischung Pakistans eine Stabilisierung des Staates.
Den nach Pakistan geflohenen Führern der Taliban gelang es daher, eine neue, stärker in die internationalen Dschihadistennetzwerke eingebundene Bewegung zu formieren. Während vereinzelte Überfälle im ersten Jahr nach dem Sturz der Talibanregierung noch versprengten, ums Überleben kämpfenden Taliban zugeschrieben wurden, kam es seit Ende 2002 wieder zu koordinierten Angriffen auf Staatseinrichtungen und ausländische Truppen. Trotz der darauf folgenden Aufstockung der NATO-Truppenverbände weiteten sich in den folgenden Jahren die Operationsgebiete der Aufständischen auf den gesamten Süden des Landes aus. Die Gegenoffensiven der NATO-Truppen brachten nur vorübergehende Erfolge.
Das militärische Engagement in Afghanistan wurde insbesondere in der amerikanischen Öffentlichkeit zusehends abgelehnt und seit der Präsidentschaft Barack Obamas wurde nach Wegen gesucht, den NATO-Einsatz zu beenden, ohne das Land erneut den Taliban zu überlassen. Zum 1. Januar 2015 wurde die International Security Assistance Force (ISAF) durch die Mission Resolute Support abgelöst, die insbesondere die afghanischen Sicherheitskräfte und Regierungstruppen ausbilden und unterstützen sollte, um diese mittelfristig in die Lage zu versetzen, den Islamisten selbstständig Widerstand zu leisten. US-Präsident Donald Trump verkündete 2020 den Abzug der amerikanischen Truppen aus Afghanistan. Da sein Nachfolger Joe Biden an diesem Plan festhielt, beschloss der NATO-Rat am 14. April 2021 das Ende der Mission Resolute Support. Auch für die Bundeswehr endete damit nach fast 20 Jahren der bislang intensivste und verlustreichste Einsatz in ihrer Geschichte. Zum 1. Mai 2021 begann die Rückverlegung aller NATO-Kräfte; der Abzug wurde am 16. Juli 2021 abgeschlossen.
In den folgenden vier Wochen brachten die Taliban, denen die Regierungstruppen vielfach kampflos das Feld überließen, das Land sehr zügig unter ihre Kontrolle und marschierten am 15. August in Kabul ein, ohne auf Widerstand zu treffen. Am 30. August 2021 verließ das letzte US-amerikanische Flugzeug den Flughafen Kabul. Nach Ansicht der meisten Beobachter endete das militärische Engagement der USA und ihrer Verbündeten daher in einer Niederlage.
Am 6. September 2021 nahmen die Taliban als letzte Provinz Pandschschir ein.
Mit dem überhasteten Abzug hatten die USA nach Angaben des Pentagons militärische Ausrüstung im Wert von sieben Milliarden US-Dollar in Afghanistan zurückgelassen. Nach Angaben des US-Verteidigungsministeriums beliefen sich die Gesamtkosten für die USA zwischen 2001 und Ende Dezember 2019 auf 776,1 Mrd. US$. Eine Studie der Brown University veranschlagt wiederum Gesamtkosten für das Verteidigungs- und Kriegsveteranenministerium von 2001 bis Ende September 2019 auf 975 Mrd. US$.